# Morela pospolita

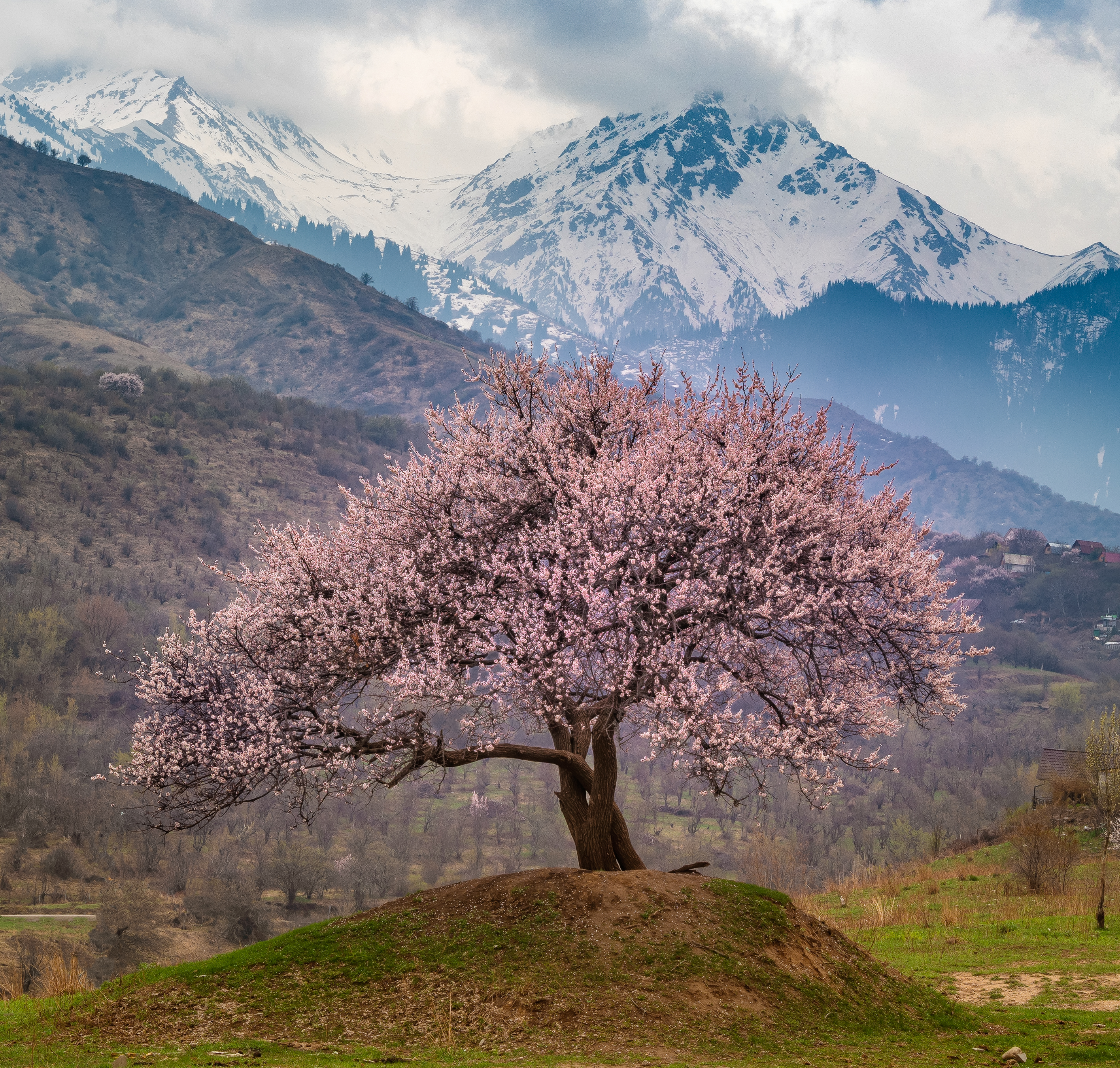
Kwitnąca morela

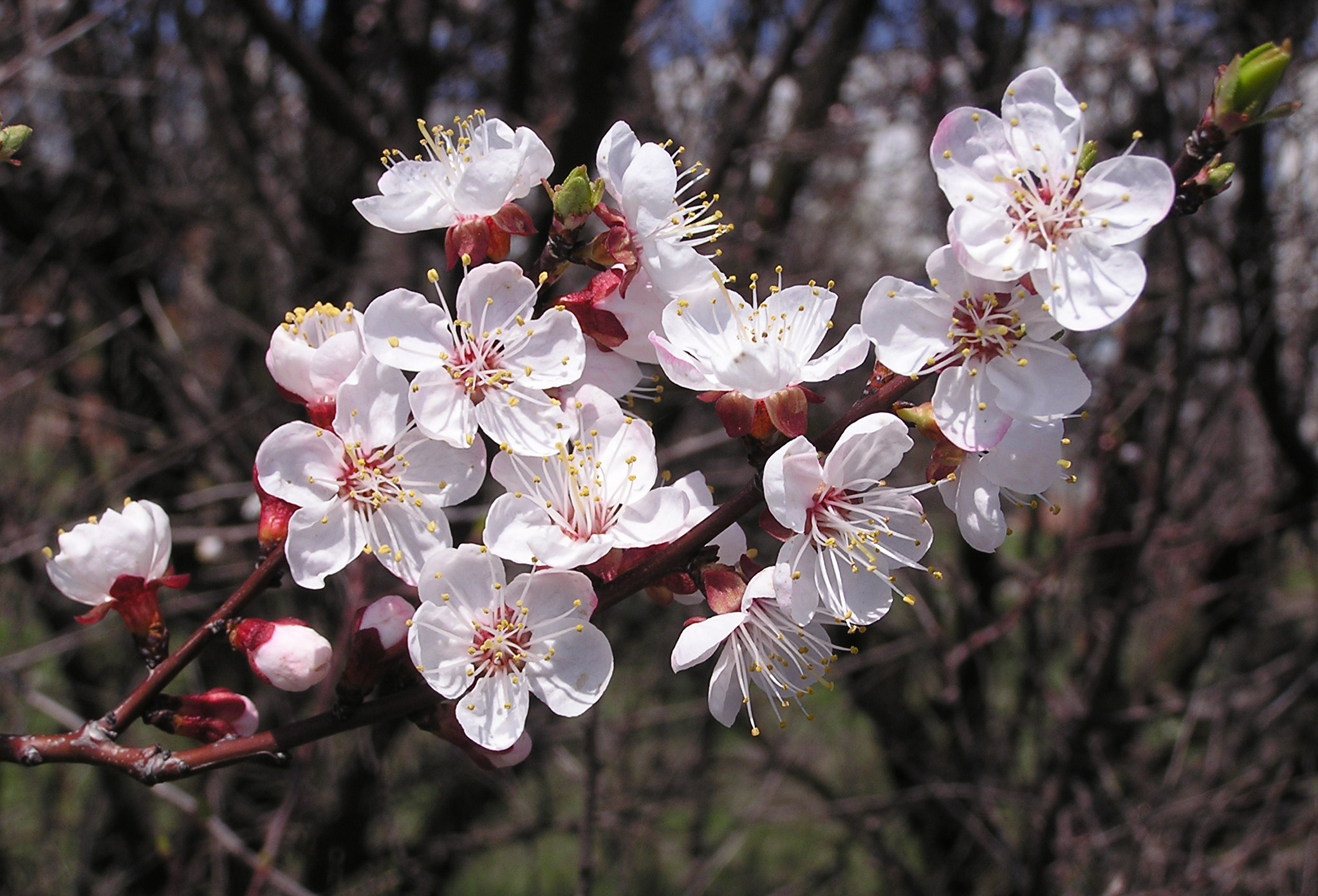
Kwiaty

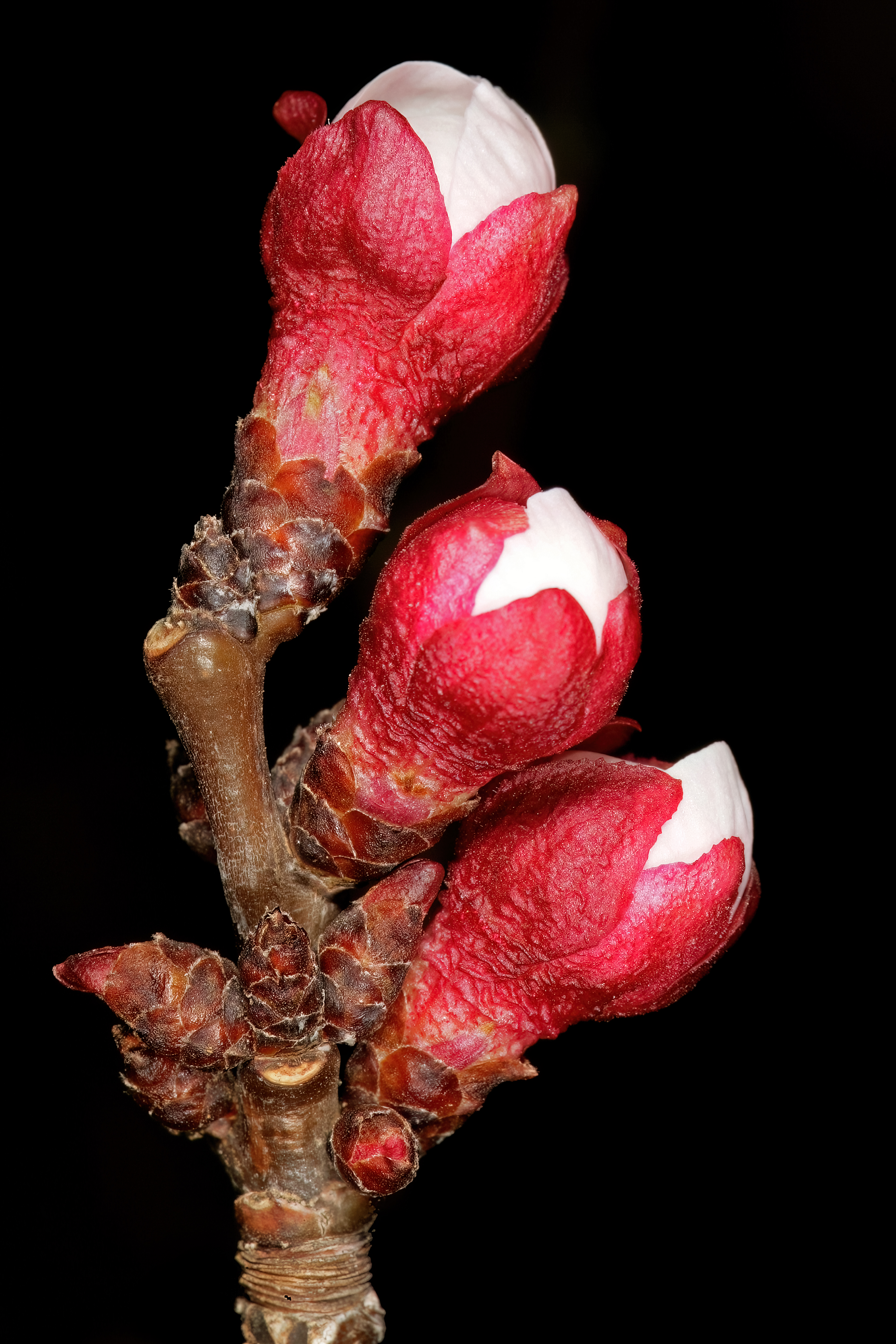
Pąki kwiatowe

Morela pospolita (Prunus armeniaca L.) – gatunek rośliny wieloletniej należący do rodziny różowatych. Pochodzi z Azji, rodzimy obszar jej występowania obejmuje Kirgistan, Chiny i Koreę. Jako gatunek introdukowany rośnie dziko także w Japonii. Jest uprawiany w wielu krajach świata, również w Polsce.

## Morfologia
PokrójDrzewo lub krzew o wysokości do 8 m.
LiścieJajowate, o brzegach podwójnie piłkowanych.
KwiatyRozwijają się przed liśćmi, są białe, rzadziej różowe. Mają 5-płatkową koronę, 1 żółty słupek omszony w dolnej części i liczne pręciki. Pąki kwiatowe powstają zarówno na krótkopędach, jak i na długopędach.
OwoceKulisty i nieco spłaszczony pestkowiec o skórce pomarańczowej z niewielkim rumieńcem i pomarańczowym lub żółtym miąższem. Ma masę 30–70 g.

## Historia uprawy i produkcja współcześnie
Po raz pierwszy zaczęto ją uprawiać w Chinach przed ponad 4000 lat. Stamtąd stopniowo rozpowszechniła się przy pomocy karawan kupieckich w Azji Środkowej, Iranie, Azji Mniejszej i Syrii. W Cesarstwie rzymskim znana była już w I w. p.n.e., a dotarła tam z terenów Armenii. Szybko rozprzestrzeniona została w cieplejszych rejonach basenu Morza Śródziemnego. Do doliny Loary we Francji została sprowadzona w XV wieku przez René I Andegaweńskiego (1409-80), gdzie około 1560 uzyskała obecną francuską nazwę abricotier. Możliwe, że już wcześniej zaczęła się rozpowszechniać na południu Francji z terenów Hiszpanii.
Znajduje się w rejestrze roślin uprawnych Unii Europejskiej. W 2014 r. głównymi ośrodkami uprawy moreli były: Turcja, Iran, Uzbekistan, Algieria, Włochy.
Turcja jest wiodącym producentem zarówno świeżych, jak i suszonych moreli na świecie. Owoce pestkowe stanowią 20% całkowitej produkcji owoców w Turcji, a największy udział ma wśród nich morela. Morelę uprawia się we wszystkich regionach Turcji, z wyjątkiem wschodniego wybrzeża Morza Czarnego i na wysokich płaskowyżach wschodniej Anatolii. Największa produkcja występuje w prowincjach Malatya, Erzincan, dolinie rzeki Araks i prowincji Mersin.
W 2018 roku do największych producentów moreli należały następujące kraje: Turcja (750 tys. ton), Uzbekistan (493,8 tys.), Iran (342,5 tys.), Algieria (242,2 tys.), Włochy (229 tys.), Hiszpania (176,3 tys.), Pakistan (128,4 tys.), Francja (114,8 tys.), Japonia (112,4 tys.) i Ukraina (111,7 tys.).

## Zastosowanie

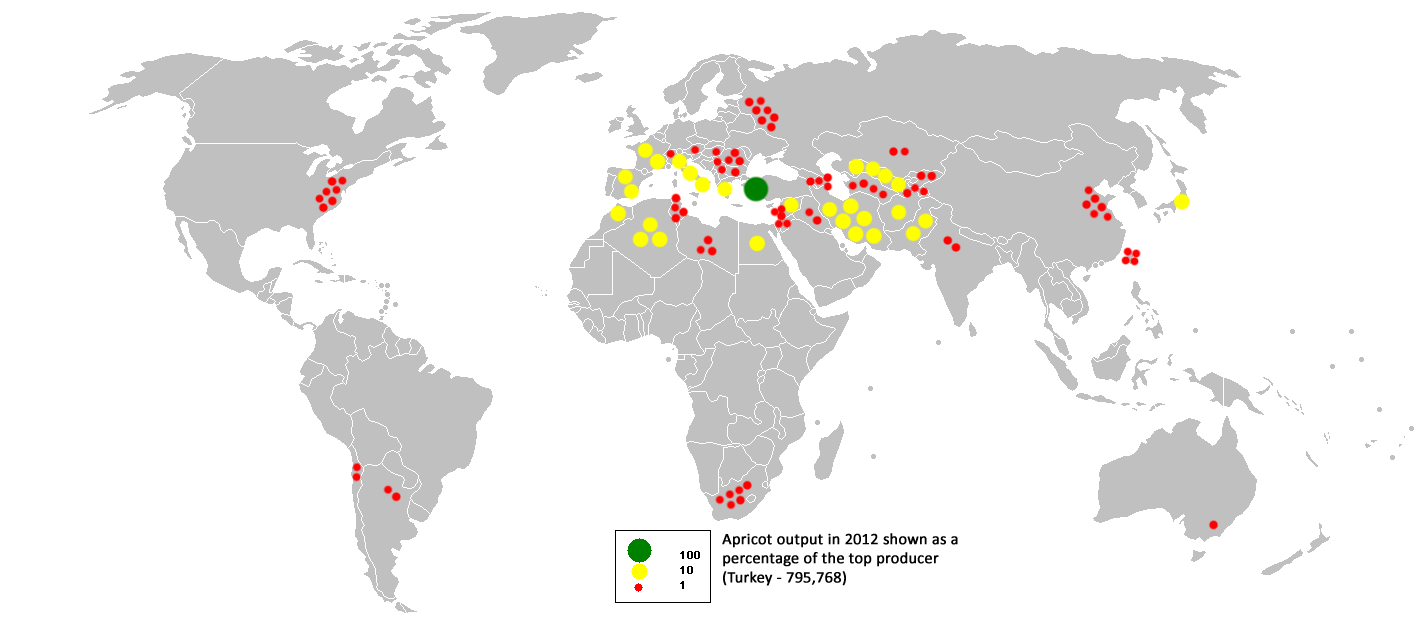
Produkcja moreli na świecie w 2012 roku

- Sztuka kulinarna: jadalne owoce spożywa się zazwyczaj na surowo, ale również suszone lub w przetworach. Nadają się na dżemy, marmoladę i kompoty[8]. Jadalne nasiona słodkie lub gorzkie zastępują migdały. Surowe owoce Zawierają dużo kwasu asparaginowego (336 mg na 100 g) oraz β-karotenu (1,523 mg na 100 g). Zawierają też nieco żelaza. Morele są źródłem żelaza, fosforu i potasu (tego ostatniego blisko 300 mg w 100 g owocu), a także 25 razy więcej niż brzoskwinie witaminy B2 (0,05 mg w 100 g)[15]. Dzięki temu morele pomagają w tworzeniu czerwonych ciałek krwi, wzmacniają i regenerują organizm. W porównaniu do brzoskwiń są jednak nieco bardziej kaloryczne[16].

- Olej z nasion używany jest w przemyśle farmaceutycznym i perfumeryjnym.

## Uprawa
Wymaga dużej ilości światła i ciepła, źle znosi długotrwałe opady, owoce wówczas masowo pękają i gniją. W zimie wytrzymuje mrozy do –30 °C, jednak rozwija się bardzo wcześnie na wiosnę i dlatego w Polsce jej kwiaty często przemarzają. W okres owocowania wchodzi w 4-5 roku po posadzeniu. Koronę prowadzi się w formie kulistej, lub szpalerowej, gdy morela uprawiana jest przy ścianie domu. Cięcie ogranicza się tylko do usuwania gałęzi chorych.

## Udział w kulturze
- Niektórzy znawcy roślin biblijnych uważają, że w Biblii pod hebrajskim słowem tappûaḥ kryje się jabłoń dzika lub morela zwyczajna. Ma to miejsce w 3 miejscach: Pieśń nad pieśniami 2,3 i 8,5 oraz Księga Joela 1,12. M. Zohary wyklucza morelę, gdyż nie jest ona rodzima dla Ziemi Świętej, F. N. Hepper jednak ją akceptuje, przypominając, że Salomon miał w swoim ogrodzie wiele gatunków sprowadzonych z odległych nawet krajów. Ponadto w owym czasie, w epoce wojen, podbojów i rozkwitu gospodarczego sprowadzano rośliny, często wraz z bryłą ziemi i zakładano nowe ogrody[19].
- Barwa morelowa jest trzecim kolorem na fladze ormiańskiej.
- To bardzo ceniony[przez kogo?] owoc w Armenii, jego łacińska nazwa pochodzi właśnie od nazwy tego kraju. W 2010 roku na Konkursie Piosenki Eurowizji, reprezentantka Armenii, Eva Rivas wykonała utwór „Apricot stone” (Pestka moreli).